# Akiko Kojima
Akiko Kojima (Tóquio, 29 de outubro de 1936) é uma rainha da beleza japonesa, eleita Miss Universo 1959, em Long Beach, Califórnia, Estados Unidos, em 24 de julho daquele ano. Foi a primeira asiática a vencer o concurso.
Uma modelo de 22 anos no Japão, que no ano anterior não pôde participar do Miss Japão por ter sofrido um acidente automobilístico e ficado um mês no hospital, Akiko derrotou participantes de 34 países, incluindo as misses Brasil e Estados Unidos, selecionadas entre as Top 5. Uma das favoritas asiáticas para o título, ela era considerada  a mais elegante, uma modelo perfeita para a década de 50.
Akiko venceu o concurso, apesar de não ter as medidas ideais, como suas predecessoras, porém sua elegância natural fez com que fosse considerada como alguém que flutuava na passarela, garantindo-lhe a vitória.
Ao voltar para casa, em meio a um furacão que atrasou a viagem por doze horas, ela se viu diante de uma polêmica nacional por causa das declarações de um cirurgião plástico japonês que afirmava ter feito uma operação aumentando seu busto com injeções, o que Akiko negou e pediu uma acareação com o médico, o que nunca ocorreu.
Depois de seu ano de reinado, ela voltou definitivamente ao Japão e casou-se com um ator japonês. Apenas em 2007, 48 anos após sua conquista, outra japonesa, Riyo Mori, seria novamente coroada como Miss Universo.